# Unni Wilhelmsen

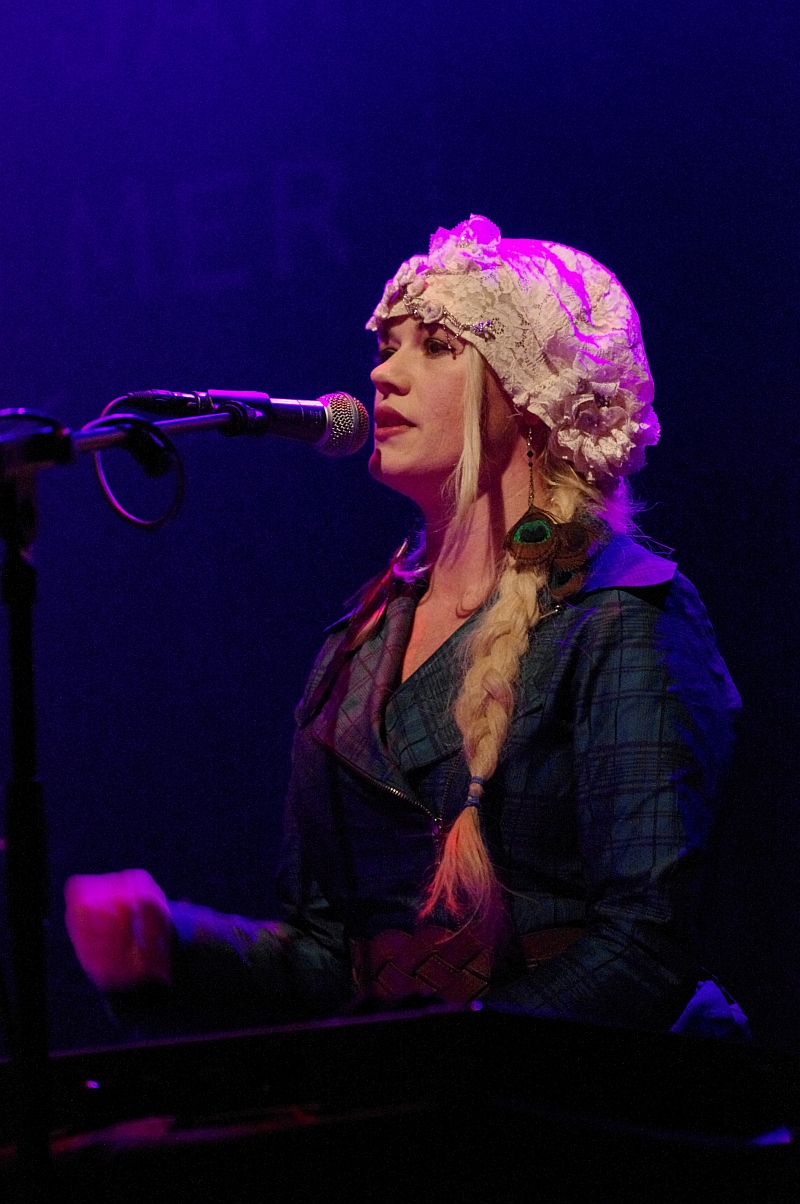
Unni Wilhelmsen 2011

Unni Elisabeth Wilhelmsen (* 12. Juli 1971 in Oslo) ist eine norwegische Folk-, Pop- und Jazzsängerin.

## Leben
Unni Wilhelmsen lernte als Kind zunächst Klavier, mit zehn Jahren wechselte sie zur Gitarre. Sie begann mit zwanzig Jahren als Singer/Songwriterin u. a. mit Songs von Lillebjørn Nilsen oder Bob Dylan in einem  Osloer Club aufzutreten; bekannt wurde sie 1997 mit ihrem Debütalbum To Whom It May Concern, für das sie mit zwei norwegischen Spellemannprisen (in den Kategorien Beste Künstlerin und Bestes Album des Jahres) ausgezeichnet wurde. Seitdem legte sie zunächst bei PolyGram und Universal Records, schließlich beim Independent-Label St. Cecilia Music eine Reihe von Alben vor, bei denen sie von Jazzmusikern wie Bugge Wesseltoft, Bernt Rosengren, Trygve Seim und Marius Reksjø begleitet wurde. Bei ihrem siebten Album arbeitete sie mit den Produzenten Jan Bang und Erik Honoré zusammen; beteiligte Musiker waren u. a. der Bassist Lars Danielsson und der Trompeter Arve Henriksen.

## Diskografische Hinweise
- To Whom It May Concern (Polygram, 1997) mit Bugge Wesseltoft
- Definitely me (Polygram, 1997) mit Bugge Wesseltoft, Marius Reksjø, Bengt Rosengren
- Back in the blonde (Universal, 2000)
- Disconnected (Universal, 2001)
- Hurricane’s eye (St. Cecilia, 2003) mit Kjetil Saunes
- Til Meg (St. Cecilia, 2006) mit Trygve Seim
- 7 (St. Cecilia, 2010) mit Lars Danielsson, Arve Henriksen